# ネルケ無方
ネルケ 無方（ネルケ むほう、1968年3月1日 - ）は、ドイツ生まれの曹洞宗の僧侶である。2002年から2020年まで曹洞宗・安泰寺の住職を務めた。俗名はイェンス・オラフ・クリスティアン・ネルケ(Jens Olaf Christian Nölke)。

## 略歴
ドイツの牧師を祖父に持つ家庭に生まれる。7歳で母を亡くす。キリスト教主義学校の高校在学時に坐禅と出合い、将来は日本で禅僧になろうと夢を抱く。
ベルリン自由大学日本学科・哲学科在学中、1990年から大学を休学して半年間京都大学に留学。京都府園部町の昌林寺や兵庫県の安泰寺で修行を行った。1991年に帰国しベルリン自由大学に道元についての修士論文を提出。ベルリン自由大学日本語学科修士課程修了後、博士後期課程に入学。1992年10月、奨学金を得て京都大学大学院に留学したが、1993年に中退し、兵庫県美方郡新温泉町久斗山にある安泰寺で出家。
1995年の秋、安泰寺から離れ、京都府の臨済宗東福僧堂、福井県の曹洞宗発心寺で修行を重ねる。
1997年に安泰寺に戻るが、2001年に師匠のもとで嗣法をし、大阪城公園でホームレス坐禅を行う。そうした中、2002年に師の除雪作業中事故の訃報を聞いて安泰寺に戻り、9代目住職になった。同年結婚。
現在は日本の内外で講演活動や坐禅指導の傍ら、執筆活動を行っている。2011年発行のデビュー作『迷える者の禅修行』は同年の新潮ドキュメント賞の候補作に選ばれた。
2013年に安泰寺で修行するザビーネ・ティモテオを撮影したドキュメンタリー映画『Zen for Nothing ～何でもない禅～』に出演。
2015年、グランフロント大阪でWorld Omosiroi Award 1stを受賞。
2016年、宮津市の智源寺専門僧堂の講師に就任。
2020年、安泰寺住職を引退後、大阪を拠点に坐禅会や勉強会を開催している。NHK文化センターや朝日カルチャーセンター講師としても活動している。

## 著書
- 『迷える者の禅修行　ドイツ人住職が見た日本仏教』（新潮新書、2011年）、ISBN 4106104040
- 『裸の坊様』（サンガ新書、2012年）、ISBN 4905425123
- 『ただ坐る』（光文社新書、2012年）、ISBN	9784334036928
- 『ドイツ人住職が伝える禅の教え　生きるヒント33』（朝日新書、2012年）、ISBN 9784022730992
- 『大人になるための８つの修行』（祥伝社新書、2013年）、ISBN 4396113153
- 『迷いながら生きる』（大和書房、2013年）、ISBN 9784479012108
- 『道元を逆輸入する』（サンガ、2013年）、ISBN 978-4905425472
- 『日本人に「宗教」は要らない』 (ベスト新書、2014年）、ISBN 978-4584124321
- 『読むだけ禅修行』 (朝日新聞出版 、2014年）、ISBN 978-4023313217
- 『迷いは悟りの第一歩　日本人のための宗教論』（新潮新書、2015年）、ISBN 978-4-10-610603-3
- 『ありのままでもいい、ありのままでなくてもいい』 (ベストセラーズ、2015年）、ISBN 978-4584136317
- 『ドイツ人禅僧の心に響く仏教の金言100』 (宝島社、2015年）、ISBN 978-4800240248
- 『なぜ日本人はご先祖様に祈るのか ドイツ人禅僧が見たフシギな死生観』 (幻冬舎新書、2015年）、ISBN 978-4344983816
- 『仏教の冷たさ キリスト教の危うさ 』 (ベスト新書、2016年）、ISBN 978-4584125090
- 『曲げないドイツ人 決めない日本人 』 (サンガ新書、2016年）、ISBN 978-4865640557
- 『今日を死ぬことで、明日を生きる 』 (ベスト新書、2017年）、ISBN 978-4584125489
- 『人生というクソゲーを変えるための仏教 』 (春秋社、2025年）、ISBN 978-4-393-13472-6
- 『人生というクソゲーを変えるための哲学と坐禅 』 (春秋社、2025年）、ISBN 978-4-393-13471-9

### 共著
- 『安泰寺禅僧対談』（藤田一照共著） (佼成出版社、2015年）、ISBN 978-4-333-02709-5
- 『僧侶が語る死の正体』（アルボムッレ・スマナサーラ, 南直哉, 釈徹宗, プラユキ・ナラテボー共著) (サンガ、2016年）、ISBN 978-4865640656
- 『実践！！瞑想の学校』（島田啓介, 宮下直樹, 藤田一照, プラユキ・ナラテボー共著) (サンガ、2017年）、ISBN 978-4865640892
- 『哲学する仏教 (内山興正老師の思索をめぐって)』（山下良道, 藤田一照, 永井均共著) (サンガ、2019年）、ISBN 978-4865641615
- 『不要不急 苦境と向き合う仏教の智慧』（横田南嶺, 白川密成, 南直哉, 藤田一照, 細川晋輔, 露の団姫等共著) (新潮新書、2021年）、ISBN 978-4106109157

### 記事
- CiNii>ネルケ無方

## 連載
- 神戸新聞 『随想』（2007年～2008年）
- 朝日新聞 doraku『ネルケさんの禅生活』（2011年～2012年）
- 「仏教を歩く」（分冊百科・朝日新聞出版）『ドイツ人住職が伝える「禅の道」』（2012年～2013年）
- アルク ENGLISH JOURNAL ONLINE『ネルケ無方の世界禅道場』（2021年）
- Veda Tokyo 『やさしい禅語』（2021年～2024年）
- 仏教伝道協会『ネルケ無方の処方箋』（2018年～2022年）
- 春秋社『人生というクソゲーを変えるための仏教』（2022年～）

## 寄稿
- 「命を噛み締める修行」（2011年、考える人05月号）
- 「迷える〝私〟の日本仏教」（2011年、週刊読書人）
- 「ドイツ人が出会った仏教」（サンガジャパン Vol.5(2011Spring)）
- 「少欲知足する寺・安泰寺」（サンガジャパン Vol.7(2011Autumn)）
- 「南方仏教が好きじゃないです」（サンガジャパン Vol.9(2012Spring)）
- 「瞑想と坐禅、そして私」（サンガジャパン Vol.11(2012Autumn)）
- 「坐禅と時間」（學鐙、2012年）
- 「『現成公案』を逆輸入する試み」（サンガジャパン Vol.13(2013Spring））
- 「仏教に失望した末に到達した座禅の理想郷」（Newsweek、2013年 8/20号）
- 「安泰寺を、お前がつくる」（PHP、2013年）
- 「日本人は無宗教なのか？」（學鐙、2014年）
- 「我々は働くために生きるのか」　（2014年、考える人11月号）
- 「キュウリ一本の修行」　（2015年、大法輪10月号）
- 「ドイツ人禅僧、『火の鳥』を語る」　（2016年、サンガジャパン Vol.23）
- 「禅の立場から指摘する『マクマインドフルネス』の問題点」」　（2016年、(別冊サンガジャパンVol.3）
- 「マインドフルネスを超えた気の世界を」　（2017年、大法輪4月号）
- 「ストレスに振り回されない生き方」（PHPスペシャル、2017年）
- 「無我とは何か : 考えても考えても、疑問は尽きません。 」　（2017年、サンガジャパン Vol.26）
- 「ネルケ流、ボーディーマインドのすすめ」　（2018年、サンガジャパン Vol.30）
- 「「自己ぎりの自己」と〈私〉の独在性 : 内山興正老師の恩想をめぐって」永井均×ネルケ無方　（2018年、サンガジャパン Vol.30）
- 「「倫理」が生まれるための、〈私〉と「世界」の接点はどこに？」永井均×ネルケ無方　（2018年、サンガジャパン Vol.31）
- 「いま伝えたいこと」（2019年、禅の友９月号）
- 「さようなら、安泰寺—師匠と弟子。妻と子ども。人間関係を軸に語る、愛と覚りの３０年」（2019年、サンガジャパン Vol.33）
- 「さようなら、安泰寺—私たちはポイント稼ぎのゲームにどのように参加すべきか」（2019年、サンガジャパン Vol.34）
- 「誓願(せいがん)に照らされて : 新時代を生きる大乗菩薩(ぼさつ)」　（2020年、大法輪6月号）
- 「座禅とは、自分がしている「ゲーム」に気付き、それを手放すこと」釈徹宗×ネルケ無方　（2020年、Fole 6月号）

など多数

## 関連書籍
- 「私が感動したニッポンの文化」（ロバート・キャンベル、2014年）
- 「ニッポンを発信する外国人たち」（内藤孝宏著、2015年）
- 「村上さんのところ」（村上春樹、2015年）

## 出演番組
- 2004年3月 - 「お昼ですよ!ふれあいホール」NHK
- 2005年3月 - 「ザ禅」ニュースステーション 読売テレビ
- 2006年5月 - 「銭形金太郎」 テレビ朝日
- 2006年9月 - 「いい湯だね！お父さん自慢のお風呂」日曜ビッグバラエティ テレビ東京
- 2006年11月 - 「国境なき修行寺」 フジテレビ
- 2007年1月 - 「禅の道を究める」 関西テレビ
- 2008年12月 - 「日本を支える外国人たち」 テレビ朝日
- 2009年12月 - 「たけしのニッポンのミカタ!」 テレビ東京
- 2011年7月 - 「こころの時代」 「坐禅はこころの主食」NHK
- 2011年11月 - 「Begin Japanology(ビギン・ジャパノロジー)」 NHK
- 2013年6月 - 「COOL JAPAN〜発掘!かっこいいニッポン〜」 NHK
- 2013年7月 - 「ワイド!スクランブル」 関口知宏の現場主義 テレビ朝日
- 2014年8月 - 「あのニュースで得する人損する人」 日本テレビ
- 2015年7月 - 「比叡の光」KBS京都テレビ
- 2015年11月 - 「Nスタ」TBSテレビ
- 2016年7月 - 「朝生ワイド す・またん!」 読売テレビ
- 2017年9月 - 「Sesshu's World of Zen in Ink」 NHKワールド
- 2017年10月 - 「よみがえる雪舟の名画〜今かいま見る画聖の境地〜」 NHK
- 2018年11月 - 「ちちんぷいぷい」毎日放送
- 2020年10月 - 「こころの時代」 〜宗教・人生〜「天地いっぱいを生きる」NHK[6]
- 2023年9月 - 「こころの時代」「医師と禅僧 生と死をめぐる対話」NHK[7]

## 映画出演
- Buddhist -今を生きようとする人たち-（2015）監督：後藤サヤカ　出演：ネルケ無方、藤田一照 他[8]
- Zen for Nothing ～何でもない禅～（ドイツ語版）（2013）監督：ウェルナー・ペンツェル（ドイツ語版）監督[9]

## CM出演
- ワイモバイル（2014年）

## ネットニュース・インタビュー
- 「日本人はもう少し喧嘩をすべき」　在住26年ドイツ人禅僧が見た日本
- 「今日を死ぬことで、明日を生きることができる」ネルケ無方氏の金言
- “外国人材”をめぐる議論　ドイツ人住職が見た「ニッポンと外国人」
- ネルケ無方師インタビュー　生きる意味を求めて釈尊、禅に出会う
- 子育てでイライラしないためには？　ドイツ人僧侶の意外な回答
- 大事なのはキュウリ？　ドイツ人僧侶が理想とする子育てとは
- ドイツ人禅僧に聞く：老いの苦しみから自由になる方法は!?
- 360度開かれた日本人の宗教観を欧米も見習うべきだ
- ＮＨＫ「こころの時代」 > 坐禅は生涯の〝主食〟
- 日本の伝統を受け継ぐ外国人　禅との出会い
- ドイツ人禅僧が、昨今のSNS依存に思うこと
- ドイツ人禅僧が考える「日本人は幸せ？」
- 日経BPネット：禅寺のドイツ人堂頭
- 若い人たちよ、大いに悩みなさい
- 講演記録：「禅と無」